# Марьевка (Лунинский район)
Марьевка — деревня в Лунинском районе Пензенской области. Входит в состав Ломовского сельсовета.

## География
Деревня расположена в северной части области на расстоянии примерно в 18 километрах по прямой к востоку-северо-востоку от районного центра Лунино.
Часовой пояс
Деревня Марьевка как и вся Пензенская область, находится в часовой зоне МСК (московское время). Смещение применяемого времени относительно UTC составляет +3:00.

## Население
| 1864 | 1910 | 1926 | 1930 | 1959 | 1979 | 1989 |
| ---- | ---- | ---- | ---- | ---- | ---- | ---- |
| 131  | ↗245 | ↗323 | ↗356 | ↘297 | ↘122 | ↘70  |
| 1996 | 2002 | 2010 |      |      |      |      |
| ↘56  | ↘48  | ↘31  |      |      |      |      |

Национальный состав
Согласно результатам переписи 2002 года, в национальной структуре населения русские составляли 100 % из 48 чел..